# Seimas, Lappland
Seimas är en sjö i Jokkmokks kommun i Lappland och ingår i Luleälvens huvudavrinningsområde. Sjön har en area på 0,215 kvadratkilometer och ligger 178,1 meter över havet. Sjön avvattnas av vattendraget Sudokbäcken.

## Delavrinningsområde
Seimas ingår i det delavrinningsområde (736817-170287) som SMHI kallar för Ovan Subbatbäcken. Medelhöjden är 238 meter över havet och ytan är 19,61 kvadratkilometer. Räknas de 3 avrinningsområdena uppströms in blir den ackumulerade arean 48,18 kvadratkilometer. Sudokbäcken som avvattnar avrinningsområdet har biflödesordning 3, vilket innebär att vattnet flödar genom totalt 3 vattendrag innan det når havet efter 133 kilometer. Avrinningsområdet består mestadels av skog (76 procent) och sankmarker (19 procent). Avrinningsområdet har 0,6 kvadratkilometer vattenytor vilket ger det en sjöprocent på 3,1 procent.